# James Anthony Griffin

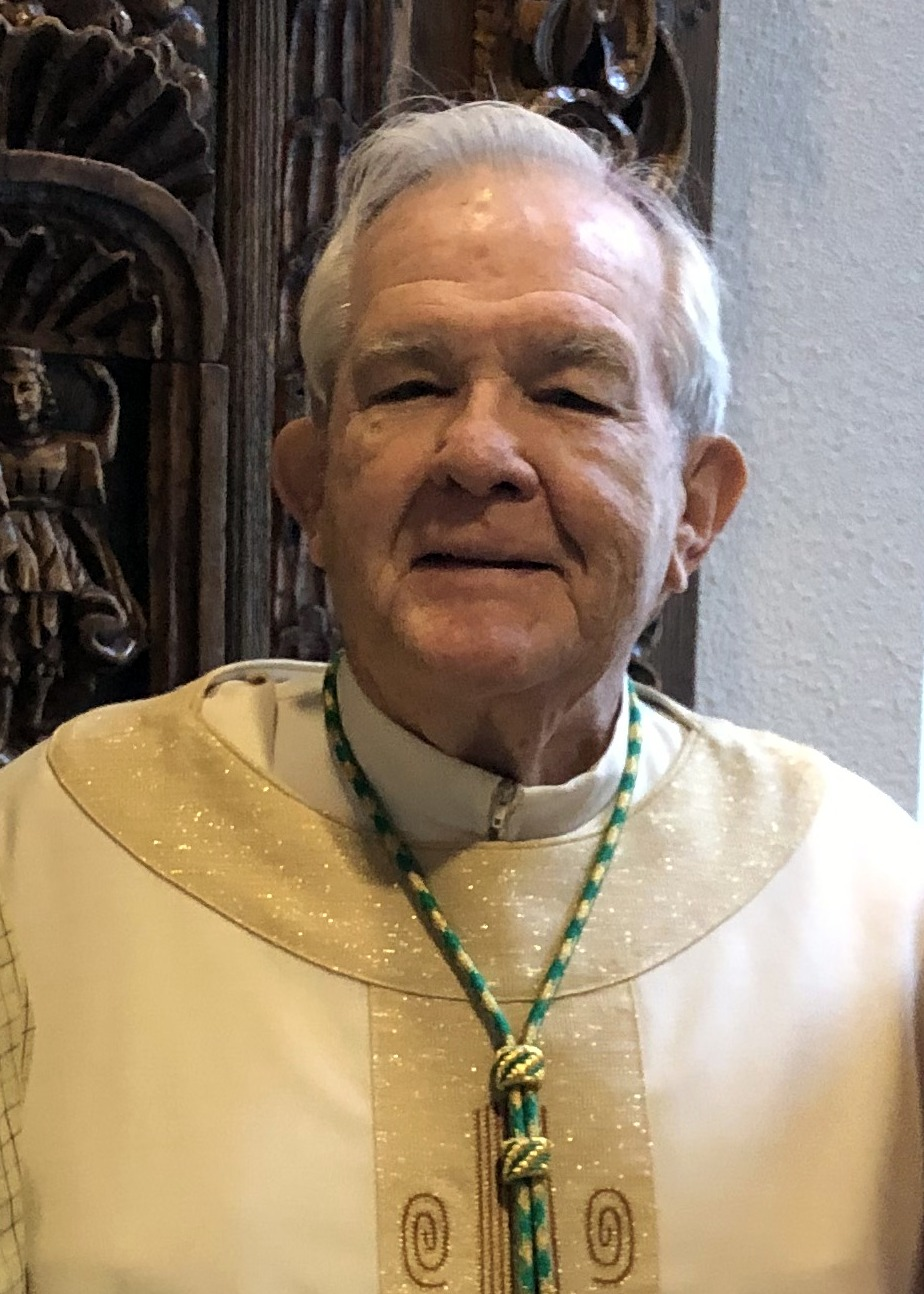
James Anthony Griffin, 2019

James Anthony Griffin (* 13. Juni 1934 in Fairview Park) ist Altbischof von Columbus.

## Leben
Der Weihbischof in Cleveland, John Joseph Krol, weihte ihn am 28. Mai 1960 zum Priester.
Papst Johannes Paul II. ernannte ihn am 30. Juni 1979 zum Weihbischof in Cleveland und Titularbischof von Hólar. Der Bischof von Cleveland, James Aloysius Hickey, spendete ihm am 1. August desselben Jahres die Bischofsweihe; Mitkonsekratoren waren Clarence George Issenmann, emeritierter Bischof von Cleveland, und Joseph Abel Francis SVD, Weihbischof in Newark.
Am 8. Februar 1983 wurde er zum Bischof von Columbus ernannt und am 25. April desselben Jahres in das Amt eingeführt. Von seinem Amt trat er am 14. Oktober 2004 zurück.